# K841/844、K842/843次列车
 K841/844、K842/843次列車是中國鐵路運行於廣東省會廣州至貴州省會貴陽之間的一對快速旅客列車，自2007年7月1日起開行，現由成都局集團貴陽客運段負責客運任務，沿廣茂鐵路、河茂鐵路、黎湛鐵路、湘桂鐵路及黔桂鐵路運行，跨越廣東、廣西、貴州、兩省一區，全程1444公里。其中廣州站至貴陽站運行20小時，使用車次為 K841/844次；貴陽站至廣州站運行20小時12分，使用車次為 K842/843次。

## 歷史

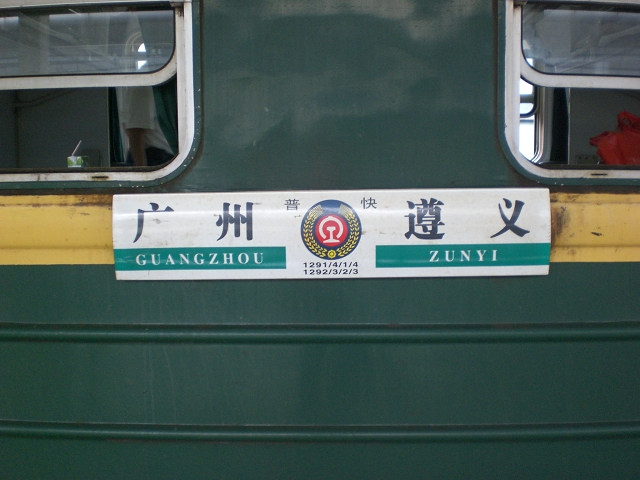
列车水牌（2008年）

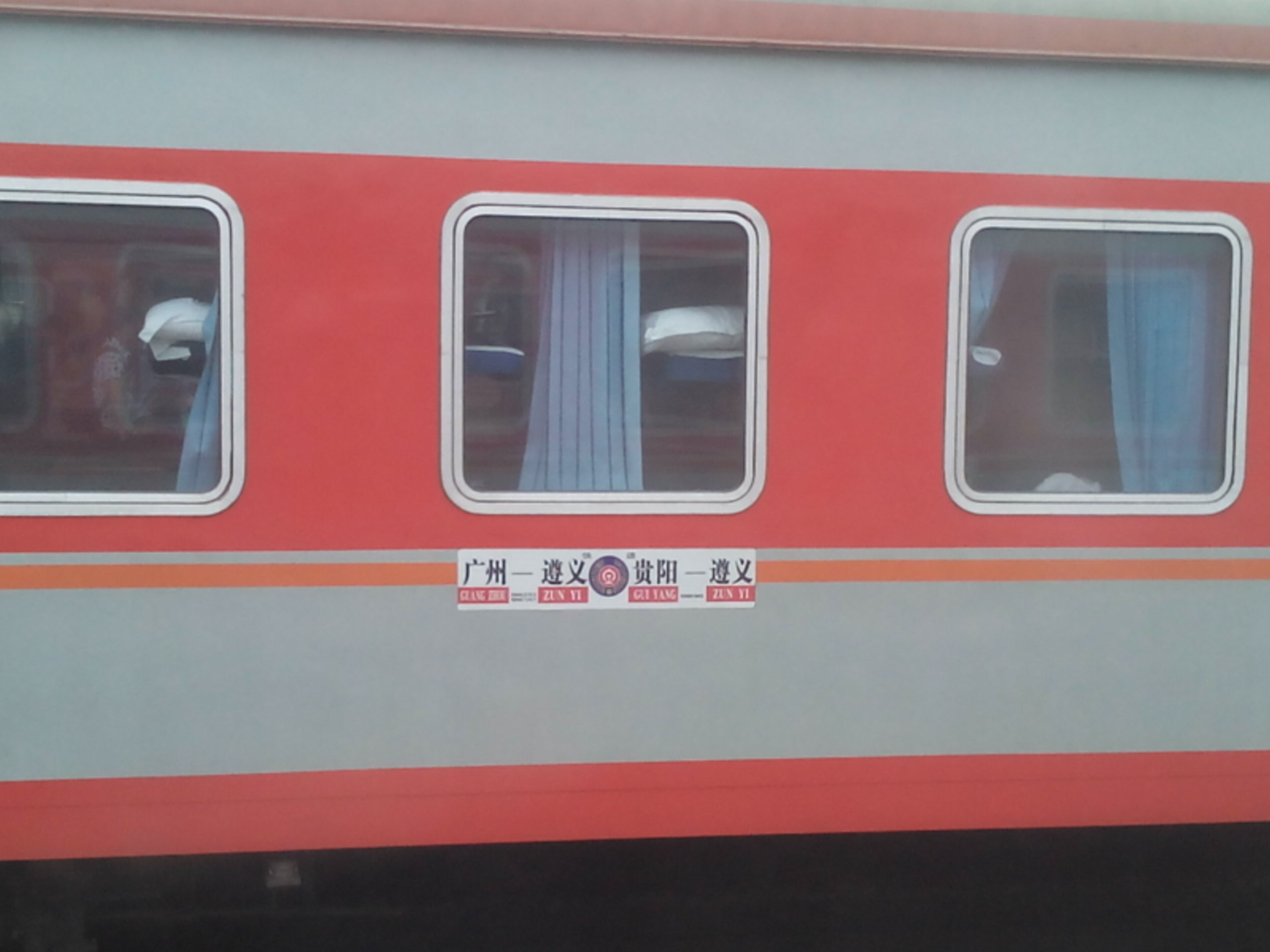
列车水牌（2015年）

2007年4月18日部分原经由川黔铁路的三进列车改走渝怀铁路后，导致遵义站长途列车的通达度大减。遵义不少网民随后在互联网上发起了“百万市民签名活动”，吁请铁路部门开通遵义始发到北京、上海、广州等方向的长途旅客列车。2007年5月18日，成都鐵路局增開遵義至廣州的L93/92、L91/94
次臨時旅客列車 ，时任遵义市政府秘书长代表市委、市政府来到车站为列车送行。
同年10月1日，L93/92、L91/94次臨時旅客列車改為圖定列車，車次為1293/1292、1291/1294次。
2009年4月1日，1293/1292、1291/1294次普快列車升級為快速旅客列車，車次為K843/842、K841/844次。同年6月22日起，列車更換車體為中國鐵路25G型客車。
2017年1月5日，K843/842、K841/844次列車在黎塘樞紐取消黎塘調向，經由黎塘至鳳鳴的通過路徑運行。
2017年4月16日，K841/4次列車單向縮短為貴陽終到。
2017年12月28日起 K843/842次列車調整至貴陽站始發，車次調整為K842/3次。
2023年10月11日，配合贵广客专提速改造工作完成，K843/842、K841/844次列车停运。

## 列車編組
K841/844、K842/843次列車現使用配屬成都局集團貴陽車輛段的2組中國鐵路25G型空調車底，列車採取19節編組，其中硬臥車5輛、硬座車10輛，空調發電車、軟臥車、行李車及餐車各1輛，其中硬座車欠編1辆，同時行李車欠編。
| 車廂編號 | 1                | 2-11                      | 12         | 13           | 14-18        | 19                   |
| 車型     | KD25G 空調發電車 | YZ25G 硬座車（2號車欠編） | CA25G 餐車 | RW25G 軟臥車 | YW25G 硬臥車 | XL25G 行李車（欠編） |

## 機車交路

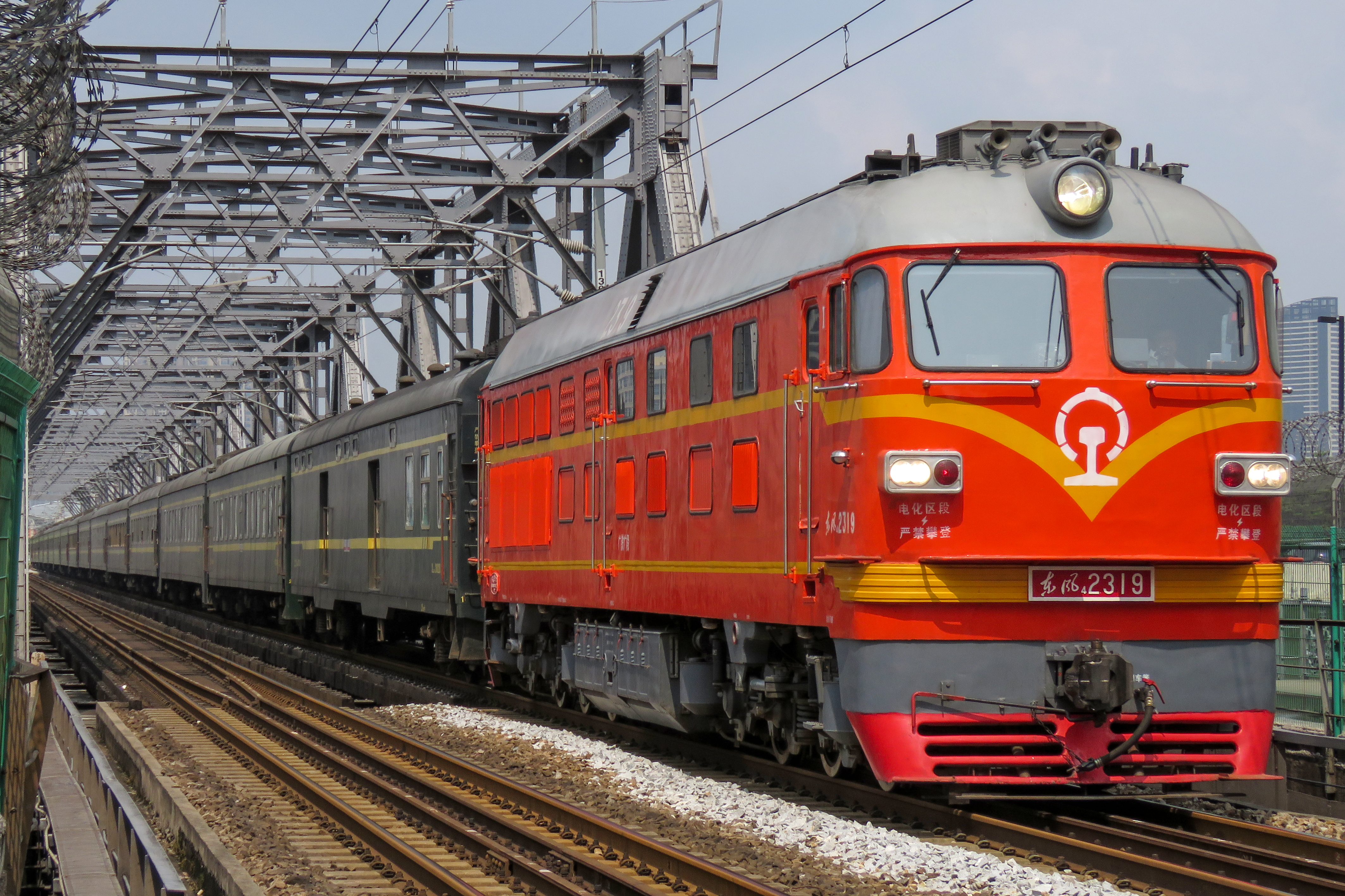
东风4B型2319号柴油机车牵引K841次列车通过珠江大桥西桥（2018年9月）

K841/844、K842/843次列車由廣州鐵路集團使用廣州機務段的東風4B型柴油機車或東風11型内燃機車擔當廣州至茂名西間機車交路；茂名西至柳州間由南寧鐵路局使用柳州機務段的和諧3C型電力機車牽引；柳州至貴陽間機車交路由南寧鐵路局柳州機務段的和諧3C型電力機車擔當。
| 車站區段      | 廣州 ↔ 茂名西                                       | 茂名西 ↔ 貴陽                                                                                    |
| 本務機車 配屬 | 東風4B型柴油機車/東風11型内燃機車 廣鐵廣段 廣州司機 | 和諧3C型電力機車 宁局柳段 玉林/柳州/貴陽司機在玉林/麻尾輪乘 K841/844柳州換掛，K842/843柳州換司機 |

## 事件
2008年9月24日晚在广州至遵义的1291次列车上，一名精神异常的乘客曹大和在火车上乱喊乱叫、并企图从车窗跳车，列车长黄建成遂3名同车护送人商议将曹在列车到达前方车站后下车治疗，但随行人不同意，黄便用胶带对曹大和实施约束。但黄因因胶带约束过紧、造成心肌缺氧引起急性心律失常致心力衰竭而于次日凌晨死亡。曹于10月7日在家乡仁怀县下葬，家属接受了铁路部门提出的12万元人民币的补偿。贵阳铁路运输法院于2009年4月17日一审认定黄建成过失致人死亡罪成，判处有期徒刑2年，缓刑2年。该判决引发了法律界对铁路法院系统“自己人审自己人”的争议。

## 時刻表
- 資料截至2019年4月10日運行圖調整[11]。

| K841/844次 | K841/844次 | K841/844次 | K841/844次 | K841/844次 | 停靠站 | K842/843次 | K842/843次 | K842/843次 | K842/843次 | K842/843次 |
| 車次       | 里程       | 天數       | 到點       | 開點       | 停靠站 | 到點       | 開點       | 天數       | 里程       | 車次       |
| ---------- | ---------- | ---------- | ---------- | ---------- | ------ | ---------- | ---------- | ---------- | ---------- | ---------- |
| K841       | 0          | 當日       | —          | 13:07      | 廣州   | 12:08      | —          | 次日       | 1444       | K842       |
| K841       | 22         | 當日       | 13:32      | 13:37      | 佛山   | 11:23      | 11:29      | 次日       | 1422       | K842       |
| K841       | 109        | 當日       | 14:46      | 14:51      | 肇慶   | 10:01      | 10:06      | 次日       | 1335       | K842       |
| K844       | 371        | 當日       | 19:01      | 19:24      | 茂名西 | 06:05      | 06:28      | 次日       | 1073       | K843       |
| K844       | 392        | 當日       | 19:46      | 19:49      | 化州   | ↑          | ↑          | 次日       | —          | K843       |
| K844       | 546        | 當日       | 21:46      | 21:56      | 玉林   | 03:20      | 03:30      | 次日       | 898        | K843       |
| K844       | 635        | 當日       | 22:57      | 23:01      | 貴港   | 02:05      | 02:10      | 次日       | 809        | K843       |
| K844       | 824        | 次日       | 01:19      | 01:35      | 柳州   | 23:42      | 23:52      | 當日       | 620        | K843       |
| K841       | 915        | 次日       | ↓          | ↓          | 宜州   | 21:57      | 22:06      | 當日       | 529        | K842       |
| K841       | 985        | 次日       | ↓          | ↓          | 金城江 | 21:02      | 21:08      | 當日       | 459        | K842       |
| K841       | 1053       | 次日       | ↓          | ↓          | 南丹   | 20:09      | 20:14      | 當日       | 391        | K842       |
| K841       | 1138       | 次日       | 06:07      | 06:13      | 麻尾   | 19:30      | 19:36      | 當日       | 306        | K842       |
| K841       | 1217       | 次日       | 07:04      | 07:08      | 獨山   | 18:27      | 18:31      | 當日       | 227        | K842       |
| K841       | 1283       | 次日       | 07:38      | 07:53      | 都勻   | 17:45      | 17:49      | 當日       | 161        | K842       |
| K841       | 1444       | 次日       | 09:43      | —          | 貴陽   | —          | 15:58      | 當日       | 0          | K842       |